# Thurleigh Castle
Thurleigh Castle är ett slott i Storbritannien.   Det ligger i kommunen Borough of Bedford i  riksdelen England, i den sydöstra delen av landet, 80 km norr om huvudstaden London. Thurleigh ligger 80 meter över havet.
Terrängen runt Thurleigh är platt. Runt Thurleigh är det tätbefolkat, med 319 invånare per kvadratkilometer. Närmaste större samhälle är Bedford, 8,8 km söder om Thurleigh. Trakten runt Thurleigh består till största delen av jordbruksmark.